# منطقه شمال غربی
ناحیه شمال غربی (به لاتین: Western North Region) یک استان در غنا است که در غنا واقع شده‌است. ناحیه شمال غربی ۹۲۸٬۳۰۹ نفر جمعیت دارد.